# 戸外にて
『戸外にて』（こがいにて、Szabadban）Sz. 81、BB 89は、バルトーク・ベーラが1926年に作曲した5曲から成るピアノ曲集。バルトークが標題を付した数少ない器楽作品のうちのひとつである。標題は『野外にて』と訳されることもある。

## 作曲の経緯
第一次世界大戦後、バルトークはハンガリー国外での民謡収集活動がほとんど続けられない状態に陥っていた。これによって民謡を芸術音楽へと昇華させたことを特徴とする、彼独自の様式の発展が促されることになる。本作が作曲されたのは「ピアノの年」となった1926年であり、同年にはピアノソナタ、ピアノ協奏曲第1番、『9つのピアノ小品』が生み出されている。この実り多き年の前には作曲活動が停滞した時期があった。バルトークが作曲を再開したきっかけは1926年3月15日、ブダペストにおいてイーゴリ・ストラヴィンスキーのピアノと管楽器のための協奏曲（及びオペラ『夜鳴きうぐいす』とバレエ『ペトルーシュカ』）の演奏を作曲者自身のピアノ独奏で聴いたことであった。この作品とバルトークの1926年の作品群は、ピアノを打楽器として扱っているところに特色がある。バルトークは1927年のはじめに次のように記している。

ピアノを打楽器として扱う現代の方向性をもってしてのみ、[ピアノの音色が]本来備える特色が本当に表現力を持つのではないかと私には思われる。

その他、1920年代のはじめにフランスとイタリアの（前）バロック期の鍵盤楽器音楽を研究、編纂したことも1926年のピアノ作品の様式に影響を与えている。
曲は1923年の前妻との離婚後、時間を置かずに再婚した新しい妻であったピアニストのディッタ・バルトーク＝パーストリに献呈された。2人の間には1924年にバルトークの2人目の息子が誕生している。

## 楽曲間の関係性
本作は組曲であるとされることも少なくないが、バルトークが通常全曲を通して弾くことはなかった。彼は1926年12月8日のハンガリーのラジオ放送で第1曲、第4曲、第5曲を初演し、それ以外にも様々な機会に第4曲を演奏した。彼は出版社に宛てた手紙の中で曲集について「5つのかなり難しいピアノ曲」と述べており、組曲とは表現していない。調性の中心がE-G-A-G-Eと続くことからアーチ構造が提唱されているが、D-G-D-G-Fなどの異なる調性中心を主張する声もある。ニスマンは各曲のモチーフと終了のさせ方が曲集中の次曲をいかに論理的に導くかを示して見せている。本作は元来2巻に分けて出版される予定であった。第3曲までを第1巻とし、残りの2曲を第2巻とする構想だったのである。
作曲の過程から、5つの曲の相互の関係性についてわかることがある。バルトークの最初のスケッチには、出版時の第1曲と第2曲が見られる。第3曲はピアノソナタの第3楽章で用いられなかった素材を使用し、後から付け加えられた。注目すべきことに、第4曲と第5曲はスケッチの中では「3」と番号が付けられたひと続きの楽曲となっている。バルトークが「夜の音楽」で見せている一つの曲、楽章中に緩やかなテンポとプレストを並置する方法は、ピアノ協奏曲第2番の第2楽章でも用いられている。

## 演奏時間
メトロノーム記号から計算される各曲のおおよその演奏時間は以下の通り。
1. 「太鼓と笛」 – ペザンテ 1分45秒
2. 「舟歌」 – アンダンテ 2分17秒
3. 「ミュゼット」 – モデラート 2分35秒
4. 「夜の音楽」 – レント – （ウン・ポコ）ピウ・アンダンテ 4分40秒
5. 「狩」 – プレスト 2分 - 2分12秒

## 楽曲構成

### 太鼓と笛

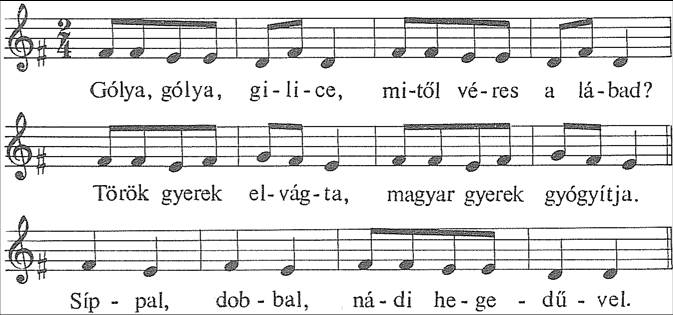
民謡『Gólya, gólya, gilice』にはバルトークが「太鼓と笛」で用いた主要モチーフの一部が含まれる。3行目に「太鼓と笛」のハンガリー語名である「Síppal, dobbal,...」が見いだされる。

この曲のみ原曲となった民謡『Gólya, gólya, gilice』を探し出すことができている。バルトークはハンガリー語でこの楽曲を「笛と、太鼓と...」（Síppal, dobbal,...）と呼んでおり、当時のハンガリー人にとってはこの民謡からの引用であることは明白であった。バルトークの作品で主要な動機は9小節目と10小節目に見いだされる。5小節目からを譜例1として掲載する。
譜例1
この動機は民謡の5小節目と6小節目から採られている。唯一バルトークが加えた変更はシンコペーションの伴奏である。民謡の歌詞を逐語訳すると次のようになる。
コウノトリよ、コウノトリよ[セルビア語ではコキジバト]、あなたの脚はどうして血の色なの？
トルコ人の子どもに切られ、ハンガリー人の子どもが治したんだよ。
笛と、太鼓と、そして葦のヴァイオリンで。
カーロリ・ヴィスキはシャーマニズム的な詞の出所に関連してこの歌を引用している。
他の多くの民族同様、ハンガリー人が過去の歴史のある時点でシャーマニズムを信仰していたことを思い起こせば、これらの残滓は容易に理解できる。しかし多神教シャーマニズムの職能者であるシャーマンは単なる予言者ではなく（中略）病を追い出し治癒させることができる医師であり魔術師なのだ。そしてその方法は薬ではなく、魔法の言葉と歌によるものなのである。もし彼が「隠れたい」- 現代の言葉で置き換えるならトランス状態に入りたいと思った場合、様々な準備に加えて踊り、歌い、太鼓を伴奏とした儀式的行為の中で演じることによってその状態へと入っていくのである（中略）この名残は今日においてもなおハンガリーの民間伝承の中に見出される。もちろん（中略）わらべ歌の陽気なリズムの中にであるが。[歌の引用]このかわいいリズムに乗って行われる遊びで、子どもたちは大声を上げながら素早い身振りで叩き合いをするのである。
バルトークが引用した民謡には調の中心から2度圏内のトリコルド、すなわちE、F♯、Gしか用いられていない。バルトークの楽曲ではこの動機によってEが調性の中心のようになる。しかし、民謡のように曲は1度へと帰っていく。曲の後半、Bの部分の終結部（第64小節）とAの部分の再現ではDが調の中心として現れる。
曲はコーダの付いた三部形式である。開始部、終結部、そしてコーダは太鼓と低い木管楽器「笛」の模倣によってできている。
打楽器的性格が控えめな中音域、高音域での中間部はやさしい木管楽器を模しており、ピアノをレガートで扱うことが要求される（譜例2）。
譜例2
バルトークは1931年にこの楽曲を管弦楽編曲したスケッチを遺しており、そこでは開始部にティンパニ、大太鼓（太鼓）とコントラファゴット、トロンボーン（笛）が用いられている。

### 舟歌
ヴェネツィアの運河をゆっくりと進むゴンドラを思わせる。曲はミクロコスモスの第97番「ノットゥルノ」と関係している。非対称なリズムにより進行する。譜例3は11小節目から。
譜例3
穏やかな調子で開始するが次第に不安げで落ち着きのない様子となり、その旋律線はフランツ・リストの『悲しみのゴンドラ』第1番を想起させる。

### ミュゼット
表題は小型のバグパイプの1種であるミュゼットのことを指している。バルトークはこの楽器を模倣する鍵盤楽曲を作曲したフランソワ・クープランに触発されている。この楽曲の大部分は音程が覚束ない2つのミュゼットによる音響効果の模倣から成り、旋律的要素はわずかである。作曲者の『9つの小品』 Sz.82の「笛と太鼓で」並びに「タンバリン」でも同様に民俗楽器の音の再現が試みられている。
譜例4
楽譜内に注目すべき指示として「Due o tre volte ad libitum」（任意に2、3回奏する）と書かれている。これはクラシック音楽の楽譜としては稀な奏者に一定の自由を与えるものであり、民族楽器としてのバグパイプによる音楽にみられる即興性と自発的な性質に基づいている。

### 夜の音楽
バルトークの他の作品とは異なり、この楽曲はハンガリーでたちまち好評を博した。スティーヴンズは早くに書かれた伝記の中で既にこの楽曲の質と重要性に注目している。曲は「音楽の現代化にまつわる語法に対するバルトークの類例のない貢献の中でも標準となるもの」なのである。
形式については自由なロンド形式、ABACABA、中央に「展開的」部分を持つ三部形式など、文献によって様々に分類される。
3つの異なる素材が認められる。

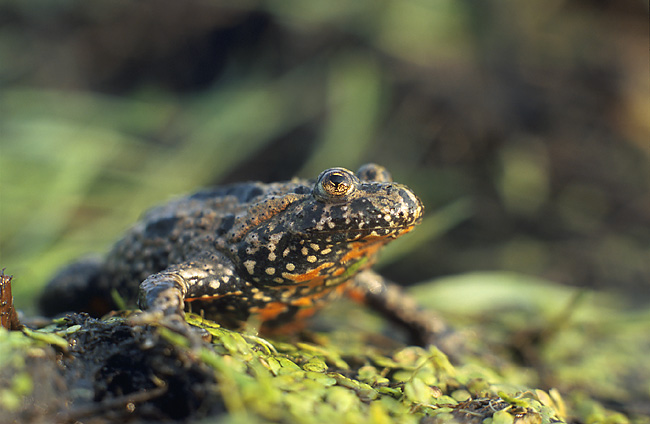
「夜の音楽」ではヨーロッパスズガエル（Bombina bombina）の鳴き声が模倣されている。6小節目でけたたましく登場した後は節や調性とは無関係に曲中通して鳴き続け、70小節目を最後にどこかへ飛び去ってしまう。

1. A ハンガリーの夏の夜の音を模したもので[26]、調性の中心はGもしくは曖昧である。非常に不協和なクラスター和音のアルペッジョ（E♯,F♯,G,G♯,A）が拍に従ってこの部分全体で繰り返される。その上に6つの自然音の模倣（野鳥、セミ、そしてヨーロッパスズガエル）がランダムに書き込まれている。扱われる個所は1-17小節、34-37小節、48小節、67-71小節である。25-26小節と69小節にも少々の引用が見られる。一方、クラスター和音のアルペッジョはBとCの素材の箇所にも頻繁に挿入されている。
2. B ト調のコラールである。扱われる個所は17-34小節と58-66小節。
3. C C♯のドリア旋法に厳格に従った農夫の笛の模倣。調性の中心とは異なる部分を対照させるのはバルトークがしばしば用いる作曲法であり、この場合はC♯-Gの三全音が前の部分の中心だった。扱われる個所は37-58小節、61-67小節、70-71小節。

61-66小節ではBのコラールとCの農夫の笛が同時に聞かれることが特筆される。それぞれの性格、テンポ、調性中心は大きく異なっているため、これはバルトークの夜の音楽ではしばしばみられる、伝統的な二重唱からは大きく隔たったものである。
素材Aの中では自然音がランダムに書き入れられているため、暗譜が非常に難しくなっている。しかし、バルトークにピアノを習っていたMária Comensoliの逸話からは暗譜が必要でないということがわかる。彼女は初めて「夜の音楽」を楽譜を見ずに弾いた際にバルトークが放った言葉に衝撃を受けた。
君は夜の音を模した装飾音をぴったり同じ数、ちょうど私が書き込んだ場所で弾いているのかい。これはそんなに堅苦しくなくていいんだ、どこに置いてもいいし好きな数だけ弾いたらいいんだよ。
4小節目と5小節目を譜例5に示す。
譜例5
多くの几帳面な強弱や強調の記号からはバルトークがいかに演奏、音響効果を狙ったのかを窺い知ることができる。楽譜上の4つの注釈にアルペッジョと装飾音の正しい演奏法が書かれている。3つ目の注釈では奏者にクラスター和音（E, F, F♯, G, G♯, A, B♭, C♭）を手のひらで弾くよう指示している。

### 狩
この曲は5つの旋律的エピソードから構成される。これらは6/8拍子の2連符のリズムによって何度も叩きつけるクラスター和音がリトルネロ様のパートを形成することで、予告されるとともに分け隔てられている。
この楽曲はパントマイム『中国の不思議な役人』と関連がある。性格的にはパントマイムの追いかけあいのシーンに、和声的にはパントマイムの冒頭で直接提示される以下の2つの重要な構成要素と繋がっている：
1. 基礎となる音、三全音と長7度上の音から成る三和音[31]（例：F, B, E）
2. オクターヴを超えるスケール

左手はオスティナートの5連符のアルペッジョを奏でる。音はF, G♯, B, C♯, Eで、Eが6/8拍子の強拍にくる。これはパントマイムの和音であるF, B, EにG♯, C♯を加えたものである。このオスティナートは新しいエピソードが出るたびに変化する。
1. 第2のエピソードではC♯がオクターヴ下に移り、これによって全体の音域が短10度となる（C♯, F, G♯, B, E）。
2. 第3のエピソードではBがオクターヴ下に移動し（B, F, G♯, C♯, E）、演奏のためにバルトーク自身が手の位置を変えるよう指使いを指定している。
3. 第4のエピソードでは2つの5連符を用いてB, D, G, A♯, F, G♯, C♯, Eに広がる。
4. 第5のエピソードでは音自体は第1のエピソードと同じであるが、2オクターヴの間隔の10の音符に広がる（F, G♯, B, C♯, E, F, G♯, B, C♯, E）。

旋律は拡張されたオクターヴのスケールを特徴としている。譜例6は14小節目から。
譜例6
この楽曲は演奏至難である。「技術力と持久力の見地から、特に左手にとっては、これ（この曲）はバルトークの全作品中でも易々と再難曲に位置付けられよう。」

## 楽譜
ブージー・アンド・ホークス社がウニヴェルザール社が出した原典版のファクシミリを印刷している。ブージー・アンド・ホークスからはPeter BartókとNelson Dellamaggioreによる新しい版も入手可能である。